# Antônio Pereira da Silva Moacir
Antônio Pereira da Silva Moacyr (Riacho de Santana, Bahia, 14 de abril de 1880 – Salvador, Bahia, 5 de dezembro de 1966) foi um médico e político brasileiro.
Filho de João Pereira da Silva e de Maria Amélia Pereira da Silva. Descendente de holandeses e portugueses. Casou com Maria Rosa de Moncorvo Moacir, filha de Álvaro Tibério de Moncorvo Lima, presidente da Província da Bahia de 1855 a 1856. Formou-se em medicina e farmácia pela Faculdade de Medicina e Farmacologia da Bahia em dezembro de 1900.
Depois de formado, exerceu medicina geral por cerca de dez anos na região do rio São Francisco, especialmente na cidade de Bom Jesus da Lapa (BA). Por conta deste seu trabalho nesta região, foi eleito deputado estadual, senador estadual e deputado federal em duas ocasiões, durante a Primeira República (1889-1930). Foi ainda membro do conselho consultivo do Banco do Nordeste. 
Atuou como provedor liderando a Santa Casa de Misericórdia da Bahia entre 1935 - 1938. 
Foi eleito senador pela Bahia em 1947.